# Nieśmiertelni (taoizm)
Nieśmiertelni – w religijnej odmianie taoizmu święci, mężczyźni i kobiety, którzy za życia posiedli nadprzyrodzone zdolności (zazwyczaj alchemicy), a po śmierci stali się bogami.
O nieśmiertelnych, jako istotach wolnych i pozbawionych trosk, w kulturze taoistycznej pisał jako pierwszy Zhuangzi, prawdopodobnie w znaczeniu alegorycznym, dla zilustrowania proponowanych przez siebie ideałów; jednak późniejsi taoiści uznali ich za istoty realne. 
Nieśmiertelni dzielili się na trzy klasy:
1. najwyższą byli sheng ren, zamieszkujący najwyższe niebiosa; trudno ich odróżnić od bóstw, zwłaszcza że określane były tym samym terminem;
2. cheng ren mieszkający w drugim niebie; są to dusze bohaterów i świętych taoistycznych;
3. xian ren, najliczniejsi, żyjący w najniższych niebiosach, to filozofowie i mędrcy taoistyczni, którzy osiągnęli nadprzyrodzone możliwości dzięki swym praktykom.

Ci z nieśmiertelnych, którzy wybrali życie na ziemi, byli w zasadzie nieodróżnialni od "zwykłych" mistrzów taoistycznych.
Dążenie do nieśmiertelności (lub przynajmniej – długowieczności) stało się jednym z podstawowych elementów taoizmu religijnego. Nieśmiertelność usiłowano osiągnąć poprzez zażywanie eliksirów, lub przez praktyki ascetyczne, dietetyczne, oddechowe i seksualne. Wiara w eliksir była bardzo silna i łączony był on z potężnymi i popularnymi bóstwami jak Xiwangmu, Yi i jego żona Chang’e. Jedna z najbardziej znanych opowieści mówi o Yi, który otrzymał eliksir od Xiwangmu, ale Chang’e mu go skradła, osiągnęła nieśmiertelność i została boginią księżyca. Yi nie udało się uzyskać drugiej porcji eliksiru i zmarł na ziemi.
Jako źródła eliksiru wymieniano specjalne drzewa, brzoskwinie (zwłaszcza te rosnące w ogrodzie Xiwangmu; do dziś brzoskwinia w Chinach jest symbolem nieśmiertelności), zioła, wodę ze specjalnych źródeł itp. Starożytny traktat geograficzny Księga gór i mórz mówi o drzewie nieśmiertelności i przynoszącym wieczną młodość źródle chi (czyli czerwonym, cynobrowym). Niestety eliksiry sporządzane na bazie cynobru (siarczku rtęci), który w rodzimej postaci zawiera wolną rtęć, skracały raczej niż przedłużały życie zażywającym. Choć ostatecznie nieudane, poszukiwania alchemików taoistycznych znacznie przyczyniły się do rozwoju chińskiej farmakopei, a w połączeniu z innymi praktykami – całości chińskiej medycyny tradycyjnej.
Wielu cesarzy podejmowało wysiłki, by zdobyć eliksir nieśmiertelności, np. Qin Shi Huang zorganizował wyprawy poszukujące położonych rzekomo na wschodnim oceanie Wysp Nieśmiertelnych, by  od żyjących tam istot uzyskać eliksir. Późniejsi władcy, np. Han Wudi, zatrudniali taoistycznych alchemików i magów. Jedna opowieść mówi o dworzaninie, który połknął przeznaczony dla cesarza eliksir, a gdy rozwścieczony władca nakazał go stracić, uratował głowę, twierdząc, że jeśli lek był fałszywy, jego połknięcie i tak nie miało znaczenia, a jeśli prawdziwy, to rozkaz będzie niewykonalny.
Do najbardziej znanych nieśmiertelnych należy grupa Ośmiu Nieśmiertelnych.